# Johann Hintner
Johann Hintner (* 10. November 1834 in Gsies-Pichl, Tirol; † 15. Februar 1892 in Bozen, Tirol) war ein Maler.
Der Vater war Bauer am Walcherhof in Innerpichl. Ein Vorfahre, der Gschwendt-Wirt Simon Hintner, hatte 1691 ein Wappen verliehen bekommen. Johanns Bruder Michael Hintner wurde Zimmermann und Bildhauer.
Er war Schüler von Johann von Schraudolph in München. Im Oktober 1870 schrieb er sich in die Antikenklasse an der Münchener Akademie der bildenden Künste ein. Später war er in Bozen ansässig. Als Vertreter der spätnazarenischen Schule malte er Altarblätter, Bildnisse und Genreszenen. Seine Werke befinden sind u. a. in der Pfarrkirche von Reischach, in der Spitalkirche von Brixen, in der Rainkirche von Welsberg, in der Pfarrkirche von Leifers oder im Ansitz Aichberg in Eppan. Kritisch  ist anzumerken, dass er in einigen Fällen wertvolle, ältere Werke durch Restaurierung bzw. Übermalung entwertete.
Sein Sohn war der Kunstmaler und Filmregisseur Cornelius Hintner (1875–1922).